# Klenina (rejon postawski)
Klenina – dawna osada. Tereny, na których była położona, leżą obecnie na Białorusi, w obwodzie witebskim, w rejonie postawskim, w sielsowiecie Kuropole.

## Historia
W czasach zaborów w powiecie święciańskim, w guberni wileńskiej Imperium Rosyjskiego.
Od 11 kwietnia 1922 osada leżała w Polsce, w województwie wileńskim, w powiecie święciańskim od 1926 roku w powiecie postawskim, w gminie Postawy.
W 1931 w 2 domach zamieszkiwało 12 osób.